# Eingefrorener Konflikt
Unter einem eingefrorenen Konflikt (''frozen conflict'') versteht die Politikwissenschaft eine meist kriegerische Auseinandersetzung zwischen Staaten oder De-facto-Regimen, die durch eine relative Waffenruhe vorläufig beigelegt, aber nicht durch einen beiderseits akzeptierten Kompromiss gelöst wurde.

## Hintergrund
Charakteristisch für solch einen eingefrorenen Konflikt ist, „dass kaum politische und nur noch wenige gesellschaftliche Beziehungen zwischen den Konfliktparteien mit unvereinbaren Rechtsvorstellungen (territoriale Integrität der international anerkannten Staaten versus Selbstbestimmungsrecht der Völker) existieren“. Als brauchbares Kriterium gilt die aktuelle Abwesenheit massiver Gewaltanwendung, um den Konflikt durch einen bewaffneten Sieg und ein neues Herrschaftsmonopol zu „lösen“. Selbst wenn abschließende oder vorläufige Vereinbarungen wie ein Waffenstillstand existieren, kann der eingefrorene Konflikt wieder „auftauen“, solange völkerrechtliche Verträge oder militärische Eroberungen von mindestens einer der Konfliktparteien nicht akzeptiert oder geduldet werden und ihr ein neuer Versuch zur kriegerischen Revision erfolgversprechend erscheint. Im Englischen wird „frozen conflict“ auch für langdauernde Territorialkonflikte gebraucht.

## Beispiele
Der Begriff wird unter anderem für Konflikte benutzt, die sich aus dem Zerfall der Sowjetunion ergeben haben. Russland nutzte diese Konflikte, um seinen Einfluss im postsowjetischen Raum zu wahren und um Druck auf die Regierungen der Nachbarstaaten auszuüben. Dies trifft u. a. auf den Transnistrien-Konflikt zu; dieser Konflikt entstand dadurch, dass ein Gebiet, das vormals zur Sowjetunion gehörte, einen überwiegend von einer rumänischsprachigen Bevölkerung bewohnten Staat bildete (Moldawien), während die russischsprachige Minderheit östlich des Dnister mit den neuen Machtstrukturen in Moldawien nicht einverstanden war. Transnistrien wird von keinem UN-Mitgliedsstaat anerkannt und gilt de jure als Teil der Republik Moldau. Zwei eingefrorene Konflikte im Kaukasus sind die Gebietsdispute zwischen Georgien einerseits und den abtrünnigen und international nicht anerkannten Republiken Abchasien und Südossetien. An beiden Gebietsstreitigkeiten war Russland beteiligt und unterstützt seitdem die Separatisten.  Geografisch entferntere Akteure wie die EU haben hingegen vergleichsweise wenig Interesse an diesen Gebieten und investieren wenig diplomatische Aufmerksamkeit und Ressourcen in die Lösung dieser Konflikte. Auch der Konflikt um Bergkarabach im Südkaukasus galt lange als eingefrorener Konflikt: in der heißen Phase des Konflikts bis 1994 konnte die mehrheitlich armenisch besiedelte Autonome Oblast Bergkarabach ihre 1991 ausgerufene (aber von keinem Staat der Welt anerkannte) Unabhängigkeit von Aserbaidschan nicht nur verteidigen, es wurden zudem weitere aserbaidschanische Territorien außerhalb der Grenzen von Bergkarabach erobert und insbesondere eine Landverbindung zu Armenien hergestellt. Die eroberten Territorien wurden an die Republik Bergkarabach (ab 2017 Republik Arzach) angegliedert. Nach 1994 war der Konflikt in dieser Situation praktisch eingefroren, bis er im Jahr 2020 erneut eskalierte und Aserbaidschan mit Ausnahme des Kerngebiets von Bergkarabach sämtliche verlorenen Gebiete zurückgewann. Auch die Landverbindung zwischen Armenien und Bergkarabach ging wieder verloren.
Die ukrainische Halbinsel Krim ist Gegenstand eines Gebietsdisputs zwischen der Ukraine und Russland. Die Krim wurde 2014 von Russland besetzt und annektiert und untersteht seitdem de facto der russischen Kontrolle, international wird die Krim jedoch als Teil der Ukraine anerkannt. Die „Volksrepubliken“ Donezk und Lugansk wurden mehrheitlich nicht als eingefrorene Konflikte gesehen weil sich weder Russland noch die Ukraine mit dem Status quo von 2014 bis 2022 arrangiert hatten, obgleich in den Gebieten weiter gekämpft wurde. Der ukrainische Präsident Poroschenko äußerte im Juli 2018 die Erwartung, dass die Welt verstünde, dass dieser „heiße Krieg“ in der Ostukraine mit fast täglichen Toten kein eingefrorener Konflikt sei.
Ein weiteres Beispiel für einen lang andauernden Territorialkonflikt ist der Korea-Konflikt: Nord- und Südkorea beanspruchen – obwohl sie seit Jahrzehnten an der Trennlinie des 38. Breitengrades mitten durch die koreanische Halbinsel geteilt sind – beide, das gesamte Land politisch zu repräsentieren. Auch der Taiwan-Konflikt kann als eingefrorener Konflikt bezeichnet werden. Auch die Hallstein-Doktrin und Ulbricht-Doktrin waren mit ihrem Ziel, den jeweiligen Alleinvertretungsanspruch während der Teilung Deutschlands durchzusetzen, Zeichen eines eingefrorenen Konflikts. Andere Beispiele betreffen nichtmilitärische Konflikte und sind multinational: Dazu gehört unter anderem die Aufteilung der Bodenschätze unter der Arktis. Ein geschichtliches Beispiel für einen langfristig durch vorübergehendes „Einfrieren“ unterbrochenen Krieg ist der von 1568 bis 1648 dauernde Achtzigjährige Krieg zwischen den Niederlanden und Spanien, der zwischen 1609 und 1621 durch einen zwölfjährigen Waffenstillstand „eingefroren“ wurde.